# Boško Desnica
Boško Desnica (Obrovac, 4. siječnja 1886. 1. travnja 1945.), povjesničar i publicist 
Talijansku klasičnu gimnaziju završio je u Zadru, a studij prava u Beču. Od 1938. do 1939. godine sudjelovao je s Nikom Novakovićem Longom u akciji političkog okupljanja Srba u sjevernoj Dalmaciji pod nazivom "Srbi na okup". Zajedno s njim 8. je svibnja 1941. posjetio u Splitu civilnog komesara A. Bartoluccija te u ime 100.000 (po njegovim riječima) Srba iz sjeverne Dalmacije tražio (ne priznajući nikakvu hrvatsku državu) da Italija anektira Dalmaciju. U srpnju 1941. talijanska prefaktura u Zadru organizirala je u Benkovcu sastanak s velikosrpskim predstavnicima sjeverne Dalmacije, na kojem je izražena potpora talijanskom okupatoru i zatraženo da se Kninski i Gračački kotar pripojen Italiji. Godine 1942. pregovarao je po istom pitanju s četnickim predstavnikom. Kada je slom Italije bio na vidiku pristupio je partizanima da bi već u kolovozu 1944. ušao u zadarski NOO i do smrti (1945.) bio ravnatelj zadarskog Državnog arhiva. 
Između dva rata bavio se i književnom kritikom koju je objavljivao u srpskim listovima. Skupio je dvije knjige arhivske građe koju je nakon njegove smrti objavila SANU pod nazivom "Istorija kotarskih uskoka". 